# Rhodomyrtus psidioides
Rhodomyrtus psidioides é um arbusto ou pequena árvore da floresta tropical de até 12 m (39 ft) de altura, membro da família botânica Myrtaceae, nativa do leste da Austrália.
As folhas são ovais a elípticas ou oblongas, 5–25 cm (2–10 in) comprimento e 2.5–6.5 cm (1–3 in) largura, com uma superfície superior brilhante e superfície inferior mais pálida. As glândulas sebáceas são numerosas e as folhas têm uma fragrância e viscosidade semelhantes a abacaxi quando esmagadas. Flores brancas ou rosas ocorrem em inflorescências semelhantes a racemos; seguido por uma baga, 15–25 mm (0.59–0.98 in) longo, 10–15 mm (0.39–0.59 in) largo, amarelo e carnudo.

## Usos
A baga da goiaba nativa é comestível com um agradável aroma. A árvore é de rápido crescimento e tem um importante papel sucessional na regeneração da floresta tropical.